# 兵庫県道443号上三河平福線
兵庫県道443号上三河平福線（ひょうごけんどう443ごう かみみかわひらふくせん）は、兵庫県佐用郡佐用町を通る一般県道である。

## 概要
佐用郡佐用町上三河から佐用郡佐用町平福に至る。

### 路線データ
- 起点：佐用郡佐用町上三河（上三河交差点、鳥取県道・兵庫県道72号若桜下三河線交点）
- 終点：佐用郡佐用町平福（国道373号交点）
- 総延長：9.555 km

## 地理

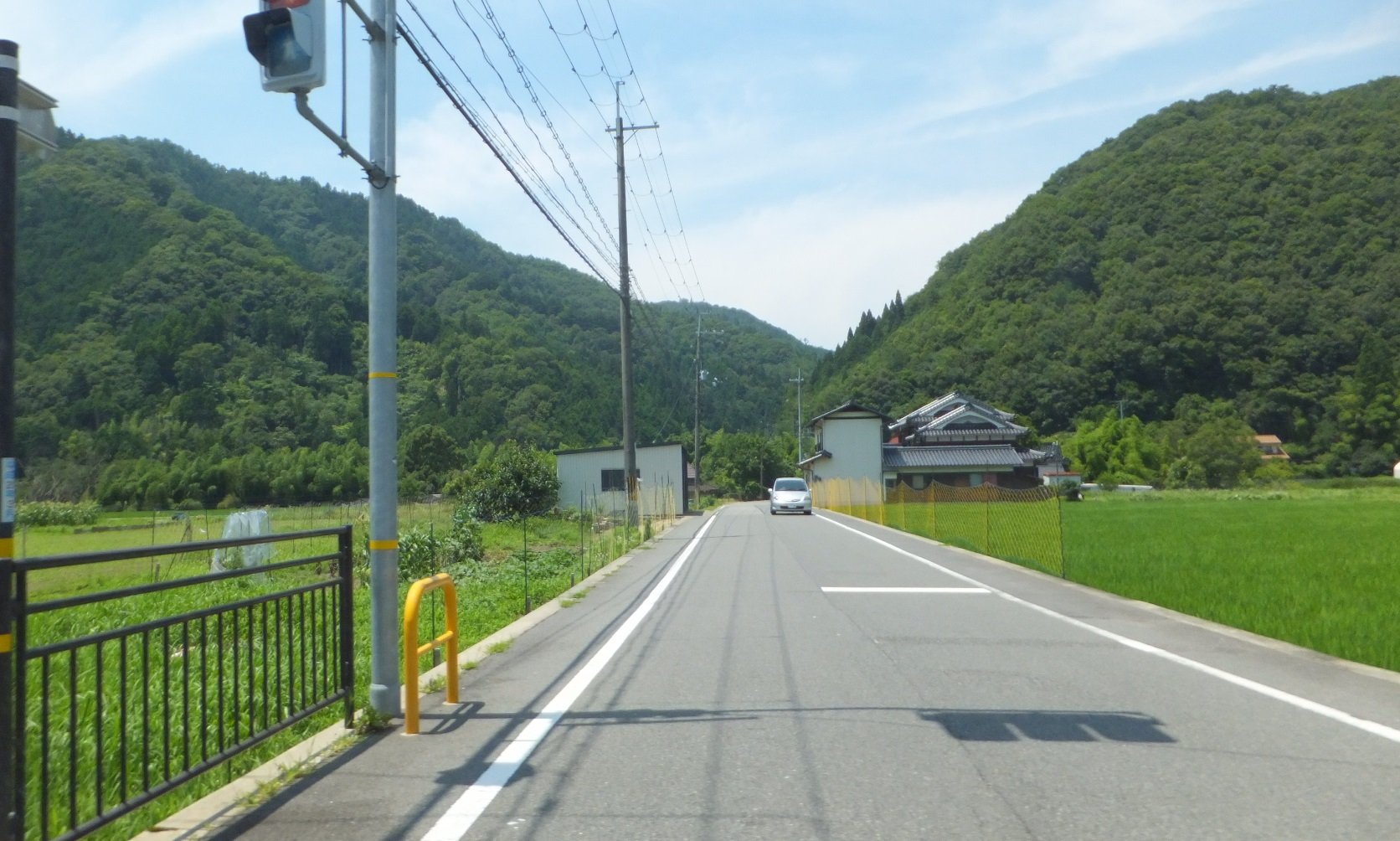
起点付近
佐用郡佐用町上三河で撮影

### 通過する自治体
- 佐用郡佐用町

### 交差する道路
| 交差する道路                       | 交差する場所 | 交差する場所        |
| ---------------------------------- | ------------ | ------------------- |
| 鳥取県道・兵庫県道72号若桜下三河線 | 上三河       | 上三河交差点 / 起点 |
| 国道372号                          | 平福         | 終点                |

### 交差する鉄道
- 智頭急行智頭線

### 沿線
- 千種川
- 智頭急行智頭線 平福駅
- 道の駅宿場町ひらふく

### 峠
- 寺坂峠（佐用郡佐用町）